# Goga Sekulić
Gordana Sekulić (in serbo Гордана Секулић; Pljevlja, 27 febbraio 1977) è una cantante serba, nota anche con il diminutivo di Goga (Гога).
Nata a Pljevlja, in Montenegro, la cantante raggiunse il successo con il suo album di debutto Ljubavnica del 2000. La cantante mantenne il proprio successo durante tutti gli anni 2000, soprattutto grazie agli album Gaćice (2006) e Zlatna koka (2008), che vendettero oltre centocinquantamila copie ciascuno.
Nel 2004 posò inoltre per l'edizione serba della rivista Playboy.
Nel 2013 la cantante sposò l'uomo d'affari serbo Igor Ramović, che morì di cancro due mesi dopo. Alla fine del 2018 diede alla luce il suo primo figlio Vasilij Andrej, avuto col fidanzato Uroš Domanović.

## Discografia

### Album in studio
- 2000 - Ljubavnica
- 2001 - I lepša i bolja
- 2002 - Opasno po život
- 2003 - Po zakonu
- 2006 - Gaćice
- 2008 - Zlatna koka
- 2011 - Ja sam probala sve
- 2014 - Ponovo rođena